# 大元通制
《大元通制》是元朝的法律之一。
《大元通制》是继《至元新格》之后元朝政府颁布的第二部法律，内容包括了元仁宗延祐三年（1316年）之前元朝历代帝王发布的关于法律方面的一系列圣旨条画、律令格例以及司法部门所判案例的汇编。
《大元通制》大部分已经失传，目前只有条格的一部分幸存于世，名为《通制条格》，《通制条格》内容包括元太宗六年（1234年）到元仁宗延祐三年（1316年）80多年间元朝官方颁布的关于法律方面的圣旨条画、律令格例以及司法部门所判案例的汇编，史實多為《元史》所不載。

## 编修经过
至大四年（1311年）三月元仁宗即位不久，决定根据《至元新格》编修新法律，允中书所奏，“择耆旧之贤、明练之士，时则若中书右丞伯杭、平章政事商议中书刘正等，由开创以来政制法程可著为令者，类集折衷，以示所司，”分为制诏、条格、断例三部分：此外将介于《条格》、《断例》之间的内容编成成别类。
延祐三年（1316年）五月，书成。书成之后，又命“枢密、御史、翰林、国史、集贤之臣相与正是，凡经八年而是事未克果。”
至治三年二月十九日（1323年3月26日），元英宗最终审定，命名《大元通制》，颁行天下。
至正六年四月五日（1346年4月26日），《至正条格》颁行天下，《大元通制》停止使用，《大元通制》在全国范围内一共使用了23年。

## 内容简介
这部法典一共八十八卷，共有2539条，其中断例717条，条格1151条、制诏94条，令类577条，仿唐、宋律篇目，分为：名例、卫禁、职制、祭令、学规、军律、户婚、食货、大恶、奸非、盗贼、诈伪、诉讼、斗殴、杀伤、禁令、杂犯、捕亡、恤刑、平反等20篇。其主要内容保存在《元史·刑法志》内。 
元朝的法律中，断例大体上相当于唐朝和金朝的律，条格大体上相当于唐朝和金朝的令。

## 现存残本《通制条格》简介
《大元通制》大部分已经失传，目前只有条格的一部分(653条)幸存于世，名为《通制条格》，是研究元朝历史和中国古代法制史极为重要的史料。
《通制条格》，共二十二卷，653条，包括十九个篇目，卷二至卷九为户令、学令、选举、军防、仪制、衣服，卷十三至卷二十二为禄令、仓库、厩牧、田令、赋役、关市、捕亡、赏令、医药、假宁，卷二十七至卷三十为杂令、僧道、营缮。